# Districte de Cherbourg
El Districte de Cherbourg és un dels quatre districtes amb què es divideix el departament francès de la Manche, a la regió de Normandia. Té 16 cantons i 189 municipis. El cap del districte és la sotsprefectura de Cherbourg-Octeville.

## Cantons
cantó de Barneville-Carteret - cantó de Beaumont-Hague - cantó de Bricquebec - cantó de Cherbourg-Octeville-Nord-Oest - cantó de Cherbourg-Octeville-Sud-Est - cantó de Cherbourg-Octeville-Sud-Oest - cantó d'Équeurdreville-Hainneville - cantó de Montebourg - cantó de Les Pieux - cantó de Quettehou - cantó de Sainte-Mère-Église - cantó de Saint-Pierre-Église - cantó de Saint-Sauveur-le-Vicomte - cantó de Tourlaville - cantó de Valognes